# UK Singles Chart
UK Singles Chart је музичка топ-листа Уједињеног Краљевства коју саставља Official Charts Company (OCC) у име британске музичке индустрије и приказује најпродаваније музичке синглове у УК на основу продатих примерака, преузимања са интернета и броја репродуковања на радију.